# Anne Marie Loder
Anne Marie Loder (* 3. August 1969 in St. John’s, Neufundland) ist eine kanadische Schauspielerin.

## Leben
Vor dem Beginn ihrer Karriere im Showgeschäft studierte Anne Marie Loder zunächst zwei Jahre an der Ryerson Theatre School for Actors in Toronto. Seit 1993 ist sie vor allem in verschiedenen Fernsehproduktionen zu sehen, insbesondere absolviert sie hierbei Gastauftritte in Fernsehserien. Zunächst übernahm sie auch Kleinstrollen in einigen Filmproduktionen, wie bspw. Darkman II – Durants Rückkehr aus dem Jahr 1995. Seit Ende der 1990er Jahre übernahm sie auch größere Rollen in verschiedenen Fernsehfilmen.
Bekannt wurde sie durch ihre Rolle als Sophie Becker in der Serie Higher Ground, die 2005 auf ProSieben ausgestrahlt wurde.
Loder ist mit dem Schauspieler Peter DeLuise verheiratet.

## Filmografie (Auswahl)
- 1993: Szenen einer Familie (Family Pictures)
- 1994: Kung Fu – Im Zeichen des Drachen (Kung Fu – The Legend Continues, Fernsehserie, 1 Folge)
- 1994: Inspektor Janek und der Broadwaymörder (Janek: The Silent Betrayal)
- 1995: Höllenjagd (Jungleground)
- 1995: Darkman II – Durants Rückkehr (Darkman II: The Return of Durant)
- 1995: Side Effects – Nebenwirkungen (Fernsehserie, 1 Folge)
- 1995: Gänsehaut – Die Stunde der Geister (Fernsehserie, 2 Folgen)
- 1995: Der stählerne Adler IV
- 1996: Eingeschneite Herzen (Christmas in My Hometown)
- 1997: F/X (Fernsehserie, 1 Folge)
- 1998: Eerie, Indiana – Die andere Dimension (Eerie, Indiana: The Other Dimension, Fernsehserie, 1 Folge)
- 1998: Reluctant Angel
- 1998: Verraten – Eine Frau auf der Flucht (Sweet Deception)
- 1998: Raven – Die Unsterbliche (Highlander: The Raven, Fernsehserie, 1 Folge)
- 1998: Mission Erde – Sie sind unter uns (Earth: Final Conflict, Fernsehserie, 2 Folgen)
- 1999: Total Recall 2070: Maschinenträume (Total Recall 2070)
- 1999: Im Schatten des Killers (Black Light)
- 1999: Du entkommst mir nicht (Don't Look Behind You)
- 1999: Flieg ins Licht, Maryann (A Song from the Heart)
- 1999: Countdown ins Chaos (Y2K)
- 1999: First Wave – Die Prophezeiung (Fernsehserie, 1 Folge)
- 2000: Zum Leben erweckt (Life-Size)
- 2005: Supernatural (Fernsehserie, eine Folge)
- 2006, 2010–2011: Smallville (Fernsehserie, 4 Folgen)
- 2007: Stargate: 10x15: Der Kopfgeldjäger
- 2009: Frozen – Etwas hat überlebt (The Thaw)
- 2009: Fear Island – Mörderische Unschuld (Fear Island)
- 2010: Pretty Little Liars (Fernsehserie, 1 Folge)
- 2016: R.L. Stine – Die Nacht im Geisterhaus (Mostly Ghostly 3: One Night in Doom House)
- 2019: Christmas Town – 14 märchenhafte Weihnachten (Christmas Town, Fernsehfilm)